# Copa da Liga Japonesa de 2008
A Copa da Liga Japonesa 2008 foi a 16a edição da Copa da Liga Japonesa, iniciou-se em 20 de março de 2008, e terminou no dia 1 de dezembro do mesmo ano ,com a final sendo jogada no Estádio Olímpico de Tóquio.
O Oita Trinita sagrou-se campeão ao derrotar o Shimizu S-Pulse na final por 2 a 0 e habilitou-se a disputar a Copa Suruga Bank 2009 contra o campeão da Copa Sul-americana 2008 e de ser o representante da J.League no Campeonato Pan-Pacífico do mesmo ano.

## Fase de grupos
| Legenda                           |
| --------------------------------- |
| Classificados às quartas-de-final |
| Eliminados                        |

| Equipe             | Pts | J | V | E | D | GP | GC | SG |
| ------------------ | --- | - | - | - | - | -- | -- | -- |
| Nagoya Grampus     | 15  | 6 | 5 | 0 | 1 | 14 | 5  | +9 |
| Vissel Kobe        | 10  | 6 | 3 | 1 | 2 | 5  | 5  | 0  |
| Kyoto Sanga        | 6   | 6 | 1 | 3 | 2 | 7  | 8  | −1 |
| Urawa Red Diamonds | 2   | 6 | 0 | 2 | 4 | 8  | 16 | −8 |

| Equipe          | Pts | J | V | E | D | GP | GC | SG  |
| --------------- | --- | - | - | - | - | -- | -- | --- |
| Shimizu S-Pulse | 11  | 6 | 3 | 2 | 1 | 13 | 6  | +7  |
| FC Tokyo        | 11  | 6 | 3 | 2 | 1 | 12 | 7  | +5  |
| Júbilo Iwata    | 10  | 6 | 3 | 1 | 2 | 10 | 7  | +3  |
| Tokyo Verdy     | 1   | 6 | 0 | 1 | 5 | 2  | 17 | −15 |

| Equipe            | Pts | J | V | E | D | GP | GC | SG |
| ----------------- | --- | - | - | - | - | -- | -- | -- |
| JEF United Chiba  | 12  | 6 | 3 | 3 | 0 | 9  | 5  | +4 |
| Kashiwa Reysol    | 9   | 6 | 2 | 3 | 1 | 9  | 7  | +2 |
| Kawasaki Frontale | 6   | 6 | 2 | 0 | 4 | 9  | 10 | −1 |
| Consadole Sapporo | 5   | 6 | 1 | 2 | 3 | 4  | 9  | −5 |

| Equipe              | Pts | J | V | E | D | GP | GC | SG |
| ------------------- | --- | - | - | - | - | -- | -- | -- |
| Yokohama F. Marinos | 12  | 6 | 3 | 3 | 0 | 8  | 2  | +6 |
| Oita Trinita        | 11  | 6 | 3 | 2 | 1 | 9  | 5  | +4 |
| Albirex Niigata     | 4   | 6 | 0 | 4 | 2 | 4  | 8  | −4 |
| RB Omiya Ardija     | 3   | 6 | 0 | 3 | 3 | 4  | 10 | −6 |

## Fase final
|  | Quartas de final    | Quartas de final | Quartas de final | Quartas de final |   |                 | Semifinais | Semifinais | Semifinais | Semifinais |  |  | Final        | Final |
|  |                     |                  |                  |                  |   |                 |            |            |            |            |  |  |              |       |
|  | JEF United Chiba    | 0                | 0                | 0                |   |                 |            |            |            |            |  |  |              |       |
|  | Nagoya Grampus      | 1                | 1                | 2                |   |                 |            |            |            |            |  |  |              |       |
|  | Nagoya Grampus      | 1                | 1                | 2                |   | Nagoya Grampus  | 1          | 0          | 1          |            |  |  |              |       |
|  |                     |                  |                  |                  |   | Nagoya Grampus  | 1          | 0          | 1          |            |  |  |              |       |
|  |                     | Oita Trinita     | 1                | 1                | 2 |                 |            |            |            |            |  |  |              |       |
|  | FC Tokyo            | Oita Trinita     | 1                | 1                | 2 | 1               | 1          | 2          |            |            |  |  |              |       |
|  | FC Tokyo            |                  |                  |                  |   | 1               | 1          | 2          |            |            |  |  |              |       |
|  | Oita Trinita        | 2                | 1                | 3                |   |                 |            |            |            |            |  |  |              |       |
|  |                     |                  |                  |                  |   |                 |            |            |            |            |  |  | Oita Trinita | 2     |
|  |                     |                  | Shimizu S-Pulse  | 0                |   |                 |            |            |            |            |  |  |              |       |
|  | Kashima Antlers     | 0                | 1                | 1                |   |                 |            |            |            |            |  |  |              |       |
|  | Shimizu S-Pulse     | 0                | 2                | 2                |   |                 |            |            |            |            |  |  |              |       |
|  | Shimizu S-Pulse     | 0                | 2                | 2                |   | Shimizu S-Pulse | 1          | 3          | 4          |            |  |  |              |       |
|  |                     |                  |                  |                  |   | Shimizu S-Pulse | 1          | 3          | 4          |            |  |  |              |       |
|  |                     | Gamba Osaka      | 1                | 2                | 3 |                 |            |            |            |            |  |  |              |       |
|  | Gamba Osaka         | Gamba Osaka      | 1                | 2                | 3 | 1               | 1          | 2          |            |            |  |  |              |       |
|  | Gamba Osaka         |                  |                  |                  |   | 1               | 1          | 2          |            |            |  |  |              |       |
|  | Yokohama F. Marinos | 0                | 2                | 2                |   |                 |            |            |            |            |  |  |              |       |

### Quartas-de-final

#### Jogos de Ida
| 2 de julho | FC Tokyo             | 1 – 2 | Oita Trinita                      | Ajinomoto Stadium, Tóquio            |
|            | Naohiro Ishikawa 44' |       | Shunsuke Maeda 28' · Edmilson 83' | Público: 11,378 Árbitro: Kenji Ogiya |

| 2 de julho | JEF United Chiba | 0 – 1 | Nagoya Grampus    | Fukuda Denshi Arena                        |
|            |                  |       | Frode Johnsen 14' | Público: 8,472 Árbitro: Nobutsugu Murakami |

| 2 de julho | Gamba Osaka     | 1 – 0 | Yokohama F. Marinos | Ishikawa Stadium                            |
|            | Shoki Hirai 78' |       |                     | Público: 10,702 Árbitro: Hiroyoshi Takayama |

| 2 de Julho | Gamba Osaka     | 0 – 0 | Shimizu S-Pulse | Kashima Stadium                       |
|            | Shoki Hirai 78' |       |                 | Público: 6,757 Árbitro: Hajime Matsuo |

#### Jogos de Volta
| 6 de agosto | Oita Trinita       | 1 – 1 | FC Tokyo  | Kyushu Oil Dome                         |
|             | Edmilson Alves 40' |       | Cabore 3' | Público: 13,483 Árbitro: Hiroshi Tanabe |

| 6 de agosto | Nagoya Grampus        | 1 – 0 | JEF United Chiba | Mizuho Athletic Stadium             |
|             | Takahiro Masukawa 60' |       |                  | Público: 6,344 Árbitro: Minoru Tojo |

| 6 de agosto | Yokohama F. Marinos               | 2 - 1 | Gamba Osaka           | Mitsuzawa Stadium                    |
|             | Takanobu Komiyama 32' · Lopes 84' |       | Takahiro Futagawa 34' | Público: 8,365 Árbitro: Akio Okutani |

| 6 de agosto | Shimizu S-Pulse                          | 2 - 1 | Kashima Antlers | Nihondaira Sports Stadium                  |
|             | Keisuke Iwashita 16' · Akihiro Hyodo 48' |       | Marquinhos 57'  | Público: 8,949 Árbitro: Kazuhiko Matsumura |

### Semifinais

#### Jogos de Ida
| 3 de setembro | Nagoya Grampus    | 1 – 1 | Oita Trinita | Mizuho Athletic Stadium                    |
|               | Frode Johnsen 64' |       | Ueslei 69'   | Público: 7,792 Árbitro: Hirofumi Yamanishi |

| 3 de setembro | Shimizu S-Pulse | 1 – 1     | Gamba Osaka  | Nihondaira Sports Stadium           |
|               | Edamura 54'     | Relatório | Futagawa 10' | Público: 8,013 Árbitro: Kenji Ogiya |

#### Jogos de Volta
| 7 de setembro | Oita Trinita | 1 – 0 | Nagoya Grampus | Kyushu Oil Dome                          |
|               | Ueslei 49'   |       |                | Público: 20,371 Árbitro: Masayoshi Okada |

| 7 de setembro | Gamba Osaka                   | 2 – 3 | Shimizu S-Pulse                             | Osaka Expo '70 Stadium                   |
|               | Roni 11' · Lucas Severino 79' |       | Masaki Yamamoto 3' · Takuma Edamura 46' 55' | Público: 9,103 Árbitro: Yuichi Nishimura |

## Premiação
| Copa da Liga Japonesa 2008       |
| -------------------------------- |
| Oita Trinita Campeão (1º título) |